# Daniel Pielucha
Daniel Pielucha (ur. 22 maja 1959 w Wieluniu) – polski artysta, malarz surrealista.

## Życiorys
Ukończył Akademię Sztuk Pięknych w Krakowie (1985 r.) z dyplomem pod kierunkiem prof. Jerzego Nowotarskiego na Wydziale Grafiki w Katowicach. 

## Twórczość
Daniel Pielucha tworzy w autorskim stylu zwanym „Nadrealizmem Polskim”, zawierającym elementy surrealizmu jak i symbolizmu. W swoich obrazach odwołuje się on do ludowości wsi polskiej, wierzeń i obyczajów, szukając cech świadczących o odrębności polskiej kultury. Formą jego twórczości jest olejne malarstwo sztalugowe.

## Wystawy
- „Niepodległa Suwerenna” – z okazji 100-lecia odzyskania niepodległości przez Polskę 1918–2018 (2018 r.)[2]

## Nagrody i wyróżnienia
- w 2018 został uhonorowany odznaką „Zasłużony dla Kultury Polskiej”.